# 양평군의 마천루 목록
대한민국 경기도 양평군의 마천루 목록이다. 대한민국의 「초고층 및 지하연계 복합건축물 재난관리에 관한 특별법」에 따르면 '초고층 건축물' 이란 층수가 50층 이상 또는 높이가 200m 이상인 건축물을 말한다.

## 마천루 순위
본 목록은 완공되었거나, 상량식을 끝낸 마천루이다.
| 순위 | 이름                  | 사진 | 위치   | 높이 | 층수 | 완공 연도 | 비고                                  |
| ---- | --------------------- | ---- | ------ | ---- | ---- | --------- | ------------------------------------- |
| 1    | 현대성우오스타 코아루 |      | 양근리 | 142m | 38층 | 2012년    | 현재 양평군에서 가장 높은 마천루이다. |
| 2=   | 현대 블룸비스타 B동   |      | 강하면 | 59m  | 15층 | 2013년    | [ 2 ]                                 |
| 2=   | 현대 블룸비스타 C동   |      | 강하면 | 59m  | 15층 | 2013년    | [ 3 ]                                 |

## 같이 보기
- 양평군
- 마천루 목록
- 아시아의 마천루 목록
- 대한민국의 마천루 목록